# Liste der Baudenkmale in Vahrenwald-List
Die Liste der Baudenkmale in Vahrenwald-List enthält die Baudenkmale der hannoverschen Stadtteile List und Vahrenwald. Die Einträge in dieser Liste basieren überwiegend auf einer Liste des Amtes für Denkmalschutz aus dem Jahr 1985 und sind hinsichtlich ihrer Aktualität im Einzelfall zu überprüfen.

## Vahrenwald
| Lage                                                                          | Bezeichnung                             | Beschreibung | ID | Bild |
| ----------------------------------------------------------------------------- | --------------------------------------- | --- | -- | ---- |
| Auf dem Dorn 21, 22, 23, 23a, 24, 24a, 25, 26, 27 52° 23′ 41″ N, 9° 43′ 33″ O |                                         | Im Ensemble mit Guts-Muths-Straße 1, Havemannstraße 2 und Philipsbornstraße 35, 36                                          |    |      |
| Guts-Muths-Straße 1 52° 23′ 41″ N, 9° 43′ 42″ O                               | Hochhaus                                | Im Ensemble mit Auf dem Dorn, Havemannstraße 2 und Philipsbornstraße 35, 36                                                 |    |      |
| Havemannstraße 2 52° 23′ 39″ N, 9° 43′ 40″ O                                  |                                         | Im Ensemble mit Auf dem Dorn, Guts-Muths-Straße 1 und Philipsbornstraße 35, 36                                              |    |      |
| Philipsbornstraße 35 und 36 52° 23′ 37″ N, 9° 43′ 44″ O                       |                                         | Im Ensemble mit Auf dem Dorn, Guts-Muths-Straße 1 und Havemannstraße 2                                                      |    |      |
| Grabbestraße 25, 27, 29, 33 52° 23′ 38″ N, 9° 43′ 52″ O                       |                                         | Im Ensemble mit Halkettstraße 20, 22, 24, 26 und Jahnplatz 1, 3, 5, 7 einschließlich Gartengestaltung des Innenhofs         |    |      |
| Halkettstraße 20, 22, 24, 26 52° 23′ 37″ N, 9° 43′ 51″ O                      |                                         | Im Ensemble mit Grabbestraße 25, 27, 29, 33 und Jahnplatz 1, 3, 5, 7 einschließlich Gartengestaltung des Innenhofs.         |    |      |
| Jahnplatz 1, 3, 5, 7 52° 23′ 39″ N, 9° 43′ 49″ O                              |                                         | Im Ensemble mit Grabbestraße 25, 27, 29, 33 und Halkettstraße 20, 22, 24, 26 einschließlich Gartengestaltung des Innenhofs. |    |      |
| Halkettstraße 29, 31, 35, 36, 37, 38, 39, 41 52° 23′ 35″ N, 9° 43′ 49″ O      |                                         | Im Ensemble mit Philipsbornstraße 16, 17, 18, 19, 43, 44                                                                    |    |      |
| Philipsbornstraße 16, 17, 18, 19, 43, 44 52° 23′ 26″ N, 9° 43′ 54″ O          |                                         | Im Ensemble mit Halkettstraße 29, 31, 35, 36, 37, 38, 39, 41                                                                |    |      |
| Helmholtzstraße 3, 5, 7, 9, 11 52° 23′ 39″ N, 9° 43′ 34″ O                    |                                         | [ 1 ] |    |      |
| Alemannstraße 5 52° 23′ 33″ N, 9° 43′ 53″ O                                   | Schule                                  | [ 1 ] |    |      |
| Dessauer Straße 2 52° 23′ 18″ N, 9° 44′ 12″ O                                 | Turm der Lukaskirche                    | Erbaut 1899–1901 nach Plänen von Karl Börgemann.                                                                            |    |      |
| Dragonerstraße 35, 37, 39, 41 52° 23′ 39″ N, 9° 44′ 19″ O                     | Reste des Militärreitinstituts Hannover | Erbaut 1876 |    |      |
| Kriegerstraße 28/Dessauer Straße 22 52° 23′ 25″ N, 9° 44′ 12″ O               | Wohnhaus                                | [ 1 ] |    |      |
| Philipsbornstraße 65 52° 23′ 17″ N, 9° 43′ 57″ O                              | Fabrikationshallen der Continental AG   | [ 1 ] |    |      |
| Vahrenwalder Straße 7 52° 23′ 10″ N, 9° 44′ 0″ O                              | Verwaltungsgebäude der Continental AG   | Erbaut 1912–1914 nach Plänen von Peter Behrens, heute Technologiezentrum Hannover (TCH).                                    |    |      |
| Zietenstraße 3 52° 23′ 31″ N, 9° 44′ 16″ O                                    | Wohnhaus                                | [ 1 ] |    |      |

## List
| Lage | Bezeichnung                                             | Beschreibung | ID       | Bild           |
| --- | ------------------------------------------------------- | --- | -------- | -------------- |
| Adalbert-Stifter-Straße 1, 2, 3, 4, 5, 6, 7, 8, 9, 10, 11, 12, 14 52° 24′ 8″ N, 9° 46′ 55″ O                                                  |                                                         | Im Ensemble mit Am Langen Kampe 8, 9, 10, 11, Anzengruberstraße 1, 2, 3, 4, 5, 6, 7, 8, 9, 10, Dingelstedtstraße 1, 2, 3, 4, 5, 6, 7, 8, 9, 10, Gottfried-Keller-Straße 2, 4, 4a, 6, 8, 10, 12, 14, 16, 18, 20, 22, Grillparzerstraße 1, 3, 5, 7, Im Kreuzkampe 5, 6, 7, 8, 9, 10, 11, 12, 13, 14, 15, 17, Podbielskistraße 245, 247, 249, Spannhagenstraße 12, 14, 16, 18, 20, 22, 24.                                      |          |                |
| Am Langen Kampe 8, 9, 10, 11 52° 24′ 6″ N, 9° 46′ 55″ O                                                                                       |                                                         | Im Ensemble mit Adalbert-Stifter-Straße 1, 2, 3, 4, 5, 6, 7, 8, 9, 10, 11, 12, 14, Anzengruberstraße 1, 2, 3, 4, 5, 6, 7, 8, 9, 10, Dingelstedtstraße 1, 2, 3, 4, 5, 6, 7, 8, 9, 10, Gottfried-Keller-Straße 2, 4, 4a, 6, 8, 10, 12, 14, 16, 18, 20, 22, Grillparzerstraße 1, 3, 5, 7, Im Kreuzkampe 5, 6, 7, 8, 9, 10, 11, 12, 13, 14, 15, 17, Podbielskistraße 245, 247, 249, Spannhagenstraße 12, 14, 16, 18, 20, 22, 24. |          |                |
| Anzengruberstraße 1, 2, 3, 4, 5, 6, 7, 8, 9, 10 52° 24′ 9″ N, 9° 47′ 4″ O                                                                     |                                                         | Im Ensemble mit Adalbert-Stifter-Straße 1, 2, 3, 4, 5, 6, 7, 8, 9, 10, 11, 12, 14, Am Langen Kampe 8, 9, 10, 11, Dingelstedtstraße 1, 2, 3, 4, 5, 6, 7, 8, 9, 10, Gottfried-Keller-Straße 2, 4, 4a, 6, 8, 10, 12, 14, 16, 18, 20, 22, Grillparzerstraße 1, 3, 5, 7, Im Kreuzkampe 5, 6, 7, 8, 9, 10, 11, 12, 13, 14, 15, 17, Podbielskistraße 245, 247, 249, Spannhagenstraße 12, 14, 16, 18, 20, 22, 24.                    |          |                |
| Dingelstedtstraße 1, 2, 3, 4, 5, 6, 7, 8, 9, 10 52° 24′ 8″ N, 9° 47′ 9″ O                                                                     |                                                         | Im Ensemble mit Adalbert-Stifter-Straße 1, 2, 3, 4, 5, 6, 7, 8, 9, 10, 11, 12, 14, Am Langen Kampe 8, 9, 10, 11, Anzengruberstraße 1, 2, 3, 4, 5, 6, 7, 8, 9, 10, Gottfried-Keller-Straße 2, 4, 4a, 6, 8, 10, 12, 14, 16, 18, 20, 22, Grillparzerstraße 1, 3, 5, 7, Im Kreuzkampe 5, 6, 7, 8, 9, 10, 11, 12, 13, 14, 15, 17, Podbielskistraße 245, 247, 249, Spannhagenstraße 12, 14, 16, 18, 20, 22, 24.                    |          |                |
| Gottfried-Keller-Straße 2, 4, 4a, 6, 8, 10, 12, 14, 16, 18, 20, 22 52° 24′ 10″ N, 9° 47′ 3″ O                                                 |                                                         | Im Ensemble mit Adalbert-Stifter-Straße 1, 2, 3, 4, 5, 6, 7, 8, 9, 10, 11, 12, 14, Am Langen Kampe 8, 9, 10, 11, Anzengruberstraße 1, 2, 3, 4, 5, 6, 7, 8, 9, 10, Dingelstedtstraße 1, 2, 3, 4, 5, 6, 7, 8, 9, 10, Grillparzerstraße 1, 3, 5, 7, Im Kreuzkampe 5, 6, 7, 8, 9, 10, 11, 12, 13, 14, 15, 17, Podbielskistraße 245, 247, 249, Spannhagenstraße 12, 14, 16, 18, 20, 22, 24.                                       |          |                |
| Grillparzerstraße 1, 3, 5, 7 52° 24′ 7″ N, 9° 47′ 7″ O                                                                                        |                                                         | Im Ensemble mit Adalbert-Stifter-Straße 1, 2, 3, 4, 5, 6, 7, 8, 9, 10, 11, 12, 14, Am Langen Kampe 8, 9, 10, 11, Anzengruberstraße 1, 2, 3, 4, 5, 6, 7, 8, 9, 10, Dingelstedtstraße 1, 2, 3, 4, 5, 6, 7, 8, 9, 10, Gottfried-Keller-Straße 2, 4, 4a, 6, 8, 10, 12, 14, 16, 18, 20, 22, Im Kreuzkampe 5, 6, 7, 8, 9, 10, 11, 12, 13, 14, 15, 17, Podbielskistraße 245, 247, 249, Spannhagenstraße 12, 14, 16, 18, 20, 22, 24. |          |                |
| Im Kreuzkampe 5, 6, 7, 8, 9, 10, 11, 12, 13, 14, 15, 17 52° 24′ 8″ N, 9° 46′ 59″ O                                                            |                                                         | Im Ensemble mit Adalbert-Stifter-Straße 1, 2, 3, 4, 5, 6, 7, 8, 9, 10, 11, 12, 14, Am Langen Kampe 8, 9, 10, 11, Anzengruberstraße 1, 2, 3, 4, 5, 6, 7, 8, 9, 10, Dingelstedtstraße 1, 2, 3, 4, 5, 6, 7, 8, 9, 10, Gottfried-Keller-Straße 2, 4, 4a, 6, 8, 10, 12, 14, 16, 18, 20, 22, Grillparzerstraße 1, 3, 5, 7, Podbielskistraße 245, 247, 249, Spannhagenstraße 12, 14, 16, 18, 20, 22, 24.                            |          |                |
| Podbielskistraße 245, 247, 249 52° 24′ 6″ N, 9° 47′ 9″ O                                                                                      |                                                         | Im Ensemble mit Adalbert-Stifter-Straße 1, 2, 3, 4, 5, 6, 7, 8, 9, 10, 11, 12, 14, Am Langen Kampe 8, 9, 10, 11, Anzengruberstraße 1, 2, 3, 4, 5, 6, 7, 8, 9, 10, Dingelstedtstraße 1, 2, 3, 4, 5, 6, 7, 8, 9, 10, Gottfried-Keller-Straße 2, 4, 4a, 6, 8, 10, 12, 14, 16, 18, 20, 22, Grillparzerstraße 1, 3, 5, 7, Im Kreuzkampe 5, 6, 7, 8, 9, 10, 11, 12, 13, 14, 15, 17, Spannhagenstraße 12, 14, 16, 18, 20, 22, 24.   |          |                |
| Podbielskistraße 258-300 52° 24′ 8″ N, 9° 47′ 21″ O                                                                                           | Liststadt                                               | Ensemble |          |                |
| Spannhagenstraße 12, 14, 16, 18, 20, 22, 24 52° 24′ 8″ N, 9° 46′ 53″ O                                                                        |                                                         | Im Ensemble mit Adalbert-Stifter-Straße 1, 2, 3, 4, 5, 6, 7, 8, 9, 10, 11, 12, 14, Am Langen Kampe 8, 9, 10, 11, Anzengruberstraße 1, 2, 3, 4, 5, 6, 7, 8, 9, 10, Dingelstedtstraße 1, 2, 3, 4, 5, 6, 7, 8, 9, 10, Gottfried-Keller-Straße 2, 4, 4a, 6, 8, 10, 12, 14, 16, 18, 20, 22, Grillparzerstraße 1, 3, 5, 7, Im Kreuzkampe 5, 6, 7, 8, 9, 10, 11, 12, 13, 14, 15, 17, Podbielskistraße 245, 247, 249.                |          |                |
| Am Listholze 1, 2, 3, 4, 5, 6, 7, 8, 9, 10, 11, 12, 13, 14, 15, 16 52° 23′ 47″ N, 9° 45′ 53″ O                                                |                                                         | Im Ensemble mit Bothfelder Straße 8, 9, 10, Matthiasstraße 4, 6, 8, 10, 12, 14, Podbielskistraße 99, 101, 103, Uelzestraße 2, 4, 6. |          |                |
| Bothfelder Straße 8, 9, 10 52° 23′ 49″ N, 9° 45′ 48″ O                                                                                        |                                                         | Im Ensemble mit Am Listholze 1, 2, 3, 4, 5, 6, 7, 8, 9, 10, 11, 12, 13, 14, 15, 16, Matthiasstraße 4, 6, 8, 10, 12, 14, Podbielskistraße 99, 101, 103, Uelzestraße 2, 4, 6. |          |                |
| Matthiasstraße 4, 6, 8, 10, 12, 14 52° 23′ 47″ N, 9° 45′ 48″ O                                                                                |                                                         | Im Ensemble mit Am Listholze 1, 2, 3, 4, 5, 6, 7, 8, 9, 10, 11, 12, 13, 14, 15, 16, Bothfelder Straße 8, 9, 10, Podbielskistraße 99, 101, 103, Uelzestraße 2, 4, 6. |          |                |
| Podbielskistraße 99, 101, 103 52° 23′ 45″ N, 9° 45′ 50″ O                                                                                     |                                                         | Im Ensemble mit Am Listholze 1, 2, 3, 4, 5, 6, 7, 8, 9, 10, 11, 12, 13, 14, 15, 16, Bothfelder Straße 8, 9, 10, Matthiasstraße 4, 6, 8, 10, 12, 14, Uelzestraße 2, 4, 6. |          |                |
| Uelzestraße 2, 4, 6 52° 23′ 50″ N, 9° 45′ 53″ O                                                                                               |                                                         | Im Ensemble mit Am Listholze 1, 2, 3, 4, 5, 6, 7, 8, 9, 10, 11, 12, 13, 14, 15, 16, Bothfelder Straße 8, 9, 10, Matthiasstraße 4, 6, 8, 10, 12, 14, Podbielskistraße 99, 101, 103. |          |                |
| Bunsenstraße 2, 4, 6, 8, 10 52° 23′ 39″ N, 9° 45′ 10″ O                                                                                       |                                                         | Im Ensemble mit De-Haën-Platz 1, 2, 3, 4, 5, 6, 8, 9, 10, 12, 13, 14, Fraunhoferstraße 1, 2, 3, 4, 5, 6, 7, 8, 9, 10, 11, Hammersteinstraße 12, 13, Hertzstraße 1, 2, 3, 4, 5, 6, 7, 8, 9, 10, 12, Lister Straße 24, 24a, Röntgenstraße 1, 2, 3, 4, Waldstraße 4, 5, 6, 7, 8, 11. |          |                |
| De-Haën-Platz 1, 2, 3, 4, 5, 6, 8, 9, 10, 12, 13, 14 52° 23′ 34″ N, 9° 45′ 14″ O                                                              |                                                         | Im Ensemble mit Bunsenstraße 2, 4, 6, 8, 10, Fraunhoferstraße 1, 2, 3, 4, 5, 6, 7, 8, 9, 10, 11, Hammersteinstraße 12, 13, Hertzstraße 1, 2, 3, 4, 5, 6, 7, 8, 9, 10, 12, Lister Straße 24, 24a, Röntgenstraße 1, 2, 3, 4, Waldstraße 4, 5, 6, 7, 8, 11. |          |                |
| Fraunhoferstraße 1, 2, 3, 4, 5, 6, 7, 8, 9, 10, 11 52° 23′ 38″ N, 9° 45′ 13″ O                                                                |                                                         | Im Ensemble mit Bunsenstraße 2, 4, 6, 8, 10, De-Haën-Platz 1, 2, 3, 4, 5, 6, 8, 9, 10, 12, 13, 14, Hammersteinstraße 12, 13, Hertzstraße 1, 2, 3, 4, 5, 6, 7, 8, 9, 10, 12, Lister Straße 24, 24a, Röntgenstraße 1, 2, 3, 4, Waldstraße 4, 5, 6, 7, 8, 11. |          | Weitere Bilder |
| Hammersteinstraße 12, 13 52° 23′ 33″ N, 9° 45′ 18″ O                                                                                          |                                                         | Im Ensemble mit Bunsenstraße 2, 4, 6, 8, 10, De-Haën-Platz 1, 2, 3, 4, 5, 6, 8, 9, 10, 12, 13, 14, Fraunhoferstraße 1, 2, 3, 4, 5, 6, 7, 8, 9, 10, 11, Hertzstraße 1, 2, 3, 4, 5, 6, 7, 8, 9, 10, 12, Lister Straße 24, 24a, Röntgenstraße 1, 2, 3, 4, Waldstraße 4, 5, 6, 7, 8, 11. |          | Weitere Bilder |
| Hertzstraße 1, 2, 3, 4, 5, 6, 7, 8, 9, 10, 12 52° 23′ 38″ N, 9° 45′ 17″ O                                                                     |                                                         | Im Ensemble mit Bunsenstraße 2, 4, 6, 8, 10, De-Haën-Platz 1, 2, 3, 4, 5, 6, 8, 9, 10, 12, 13, 14, Fraunhoferstraße 1, 2, 3, 4, 5, 6, 7, 8, 9, 10, 11, Hammersteinstraße 12, 13, Lister Straße 24, 24a, Röntgenstraße 1, 2, 3, 4, Waldstraße 4, 5, 6, 7, 8, 11. |          | Weitere Bilder |
| Lister Straße 24, 24a 52° 23′ 35″ N, 9° 45′ 8″ O                                                                                              |                                                         | Im Ensemble mit Bunsenstraße 2, 4, 6, 8, 10, De-Haën-Platz 1, 2, 3, 4, 5, 6, 8, 9, 10, 12, 13, 14, Fraunhoferstraße 1, 2, 3, 4, 5, 6, 7, 8, 9, 10, 11, Hammersteinstraße 12, 13, Hertzstraße 1, 2, 3, 4, 5, 6, 7, 8, 9, 10, 12, Röntgenstraße 1, 2, 3, 4, Waldstraße 4, 5, 6, 7, 8, 11. |          | Weitere Bilder |
| Röntgenstraße 1, 2, 3, 4 52° 23′ 36″ N, 9° 45′ 9″ O                                                                                           |                                                         | Im Ensemble mit Bunsenstraße 2, 4, 6, 8, 10, De-Haën-Platz 1, 2, 3, 4, 5, 6, 8, 9, 10, 12, 13, 14, Fraunhoferstraße 1, 2, 3, 4, 5, 6, 7, 8, 9, 10, 11, Hammersteinstraße 12, 13, Hertzstraße 1, 2, 3, 4, 5, 6, 7, 8, 9, 10, 12, Lister Straße 24, 24a, Waldstraße 4, 5, 6, 7, 8, 11. |          | Weitere Bilder |
| Waldstraße 4, 5, 6, 7, 8, 11 52° 23′ 32″ N, 9° 45′ 15″ O                                                                                      |                                                         | Im Ensemble mit Bunsenstraße 2, 4, 6, 8, 10, De-Haën-Platz 1, 2, 3, 4, 5, 6, 8, 9, 10, 12, 13, 14, Fraunhoferstraße 1, 2, 3, 4, 5, 6, 7, 8, 9, 10, 11, Hammersteinstraße 12, 13, Hertzstraße 1, 2, 3, 4, 5, 6, 7, 8, 9, 10, 12, Lister Straße 24, 24a, Röntgenstraße 1, 2, 3, 4. |          |                |
| Burckhardtstraße 2 52° 23′ 23″ N, 9° 45′ 13″ O                                                                                                |                                                         | Im Ensemble mit Podbielskistraße 14/16, 18, 20, 22. |          |                |
| Podbielskistraße 14/16, 18, 20, 22 52° 23′ 23″ N, 9° 45′ 11″ O                                                                                |                                                         | Im Ensemble mit Burckhardtstraße 2. |          |                |
| Drostestraße 1, 2, 4, 6 52° 23′ 9″ N, 9° 44′ 57″ O                                                                                            |                                                         | Im Ensemble mit In der Steinriede 1, 2, 3, 4, 5, 7, 8, 9, 10, 11, 12, Körtingstraße 5, Wedekindplatz 3, Wedekindstraße 26, 27, 28, 29 sowie die Gebäude des Ensembles Flüggestraße (siehe Liste der Baudenkmale in Hannover-Oststadt). |          |                |
| In der Steinriede 1, 2, 3, 4, 5, 7, 8, 9, 10, 11, 12 52° 23′ 12″ N, 9° 45′ 3″ O                                                               |                                                         | Im Ensemble mit Drostestraße 1, 2, 4, 6, Körtingstraße 5, Wedekindplatz 3, Wedekindstraße 26, 27, 28, 29 sowie die Gebäude des Ensembles Flüggestraße (siehe Liste der Baudenkmale in Hannover-Oststadt). |          |                |
| Körtingstraße 5 52° 23′ 12″ N, 9° 45′ 1″ O |                                                         | Im Ensemble mit Drostestraße 1, 2, 4, 6, In der Steinriede 1, 2, 3, 4, 5, 7, 8, 9, 10, 11, 12, Wedekindplatz 3, Wedekindstraße 26, 27, 28, 29 sowie die Gebäude des Ensembles Flüggestraße (siehe Liste der Baudenkmale in Hannover-Oststadt). |          |                |
| Wedekindplatz 3 52° 23′ 9″ N, 9° 45′ 0″ O |                                                         | Im Ensemble mit Drostestraße 1, 2, 4, 6, In der Steinriede 1, 2, 3, 4, 5, 7, 8, 9, 10, 11, 12, Körtingstraße 5, Wedekindstraße 26, 27, 28, 29 sowie die Gebäude des Ensembles Flüggestraße (siehe Liste der Baudenkmale in Hannover-Oststadt). |          |                |
| Wedekindstraße 26, 27, 28, 29 52° 23′ 10″ N, 9° 45′ 3″ O                                                                                      |                                                         | Im Ensemble mit Drostestraße 1, 2, 4, 6, In der Steinriede 1, 2, 3, 4, 5, 7, 8, 9, 10, 11, 12, Körtingstraße 5, Wedekindplatz 3 sowie die Gebäude des Ensembles Flüggestraße (siehe Liste der Baudenkmale in Hannover-Oststadt). |          |                |
| Edenstraße 42 52° 23′ 20″ N, 9° 44′ 56″ O |                                                         | Im Ensemble mit Jakobistraße 3, 5, 9. |          |                |
| Jakobistraße 3, 5 und 9 52° 23′ 20″ N, 9° 44′ 57″ O                                                                                           |                                                         | Im Ensemble mit Edenstraße 42. |          |                |
| Ferdinand-Wallbrecht-Straße 35, 38, 40, 42, 43, 44, 45, 46 52° 23′ 33″ N, 9° 44′ 50″ O                                                        |                                                         | Im Ensemble mit Husarenstraße 1, 2, 4, Moltkeplatz 1, 2, 3, 4, 5, 6, 7, 8, 9, 10, 11, Voßstraße 62, 63, Waldstraße 22, 23. |          |                |
| Husarenstraße 1, 2, 4 52° 23′ 34″ N, 9° 44′ 40″ O                                                                                             |                                                         | Im Ensemble mit Ferdinand-Wallbrecht-Straße 35, 38, 40, 42, 43, 44, 45, 46, Moltkeplatz 1, 2, 3, 4, 5, 6, 7, 8, 9, 10, 11, Voßstraße 62, 63, Waldstraße 22, 23. |          |                |
| Moltkeplatz 1, 2, 3, 4, 5, 6, 7, 8, 9, 10, 11 52° 23′ 32″ N, 9° 44′ 42″ O                                                                     |                                                         | Im Ensemble mit Ferdinand-Wallbrecht-Straße 35, 38, 40, 42, 43, 44, 45, 46, Husarenstraße 1, 2, 4, Voßstraße 62, 63, Waldstraße 22, 23. |          | Weitere Bilder |
| Voßstraße 62, 63 52° 23′ 31″ N, 9° 44′ 44″ O                                                                                                  |                                                         | Im Ensemble mit Ferdinand-Wallbrecht-Straße 35, 38, 40, 42, 43, 44, 45, 46, Husarenstraße 1, 2, 4, Moltkeplatz 1, 2, 3, 4, 5, 6, 7, 8, 9, 10, 11, Waldstraße 22, 23. |          |                |
| Waldstraße 22, 23 52° 23′ 34″ N, 9° 44′ 50″ O                                                                                                 |                                                         | Im Ensemble mit Ferdinand-Wallbrecht-Straße 35, 38, 40, 42, 43, 44, 45, 46, Husarenstraße 1, 2, 4, Moltkeplatz 1, 2, 3, 4, 5, 6, 7, 8, 9, 10, 11, Voßstraße 62, 63. |          |                |
| Franz-Bork-Straße 1, 2, 3, 4, 5, 6, 8, 10, 12, 19, 21 52° 23′ 30″ N, 9° 45′ 4″ O                                                              |                                                         | Im Ensemble mit Lister Straße 27, 28, 30, 31. |          |                |
| Lister Straße 27, 28, 30, 31 52° 23′ 33″ N, 9° 45′ 6″ O                                                                                       |                                                         | Im Ensemble mit Franz-Bork-Straße 1, 2, 3, 4, 5, 6, 8, 10, 12, 19, 21. |          |                |
| Gabelsbergerstraße 1, 2, 3, 4, 5, 6, 6a, 7, 8, 9, 10, 11, 16, 17, 18 52° 23′ 29″ N, 9° 44′ 44″ O                                              |                                                         | Im Ensemble mit Harnischstraße 4, 6, 7, 9, 10, 11, Jakobistraße 24, 26, 28, 30, 32, 34, 36, 38, Kollenrodtstraße 10, 11, 12, 13, 14, 55, 56, 57, 58, 59, 60, Slicherstraße 1, 2, 3, 4, 6, 7, 8, Stromeyerstraße 1, 2, 3, 4, 5, 5a, 6. |          |                |
| Harnischstraße 4, 6, 7, 9, 10, 11 52° 23′ 25″ N, 9° 44′ 45″ O                                                                                 |                                                         | Im Ensemble mit Gabelsbergerstraße 1, 2, 3, 4, 5, 6, 6a, 7, 8, 9, 10, 11, 16, 17, 18, Jakobistraße 24, 26, 28, 30, 32, 34, 36, 38, Kollenrodtstraße 10, 11, 12, 13, 14, 55, 56, 57, 58, 59, 60, Slicherstraße 1, 2, 3, 4, 6, 7, 8, Stromeyerstraße 1, 2, 3, 4, 5, 5a, 6. |          |                |
| Jakobistraße 24, 26, 28, 30, 32, 34, 36, 38 52° 23′ 23″ N, 9° 44′ 48″ O                                                                       |                                                         | Im Ensemble mit Gabelsbergerstraße 1, 2, 3, 4, 5, 6, 6a, 7, 8, 9, 10, 11, 16, 17, 18, Harnischstraße 4, 6, 7, 9, 10, 11, Kollenrodtstraße 10, 11, 12, 13, 14, 55, 56, 57, 58, 59, 60, Slicherstraße 1, 2, 3, 4, 6, 7, 8, Stromeyerstraße 1, 2, 3, 4, 5, 5a, 6. |          |                |
| Kollenrodtstraße 10, 11, 12, 13, 14, 55, 56, 57, 58, 59, 60 52° 23′ 24″ N, 9° 44′ 51″ O                                                       |                                                         | Im Ensemble mit Gabelsbergerstraße 1, 2, 3, 4, 5, 6, 6a, 7, 8, 9, 10, 11, 16, 17, 18, Harnischstraße 4, 6, 7, 9, 10, 11, Jakobistraße 24, 26, 28, 30, 32, 34, 36, 38, Slicherstraße 1, 2, 3, 4, 6, 7, 8, Stromeyerstraße 1, 2, 3, 4, 5, 5a, 6. |          |                |
| Slicherstraße 1, 2, 3, 4, 6, 7, 8 52° 23′ 28″ N, 9° 44′ 42″ O                                                                                 |                                                         | Im Ensemble mit Gabelsbergerstraße 1, 2, 3, 4, 5, 6, 6a, 7, 8, 9, 10, 11, 16, 17, 18, Harnischstraße 4, 6, 7, 9, 10, 11, Jakobistraße 24, 26, 28, 30, 32, 34, 36, 38, Kollenrodtstraße 10, 11, 12, 13, 14, 55, 56, 57, 58, 59, 60, Stromeyerstraße 1, 2, 3, 4, 5, 5a, 6. |          |                |
| Stromeyerstraße 1, 2, 3, 4, 5, 5a, 6 52° 23′ 29″ N, 9° 44′ 47″ O                                                                              |                                                         | Im Ensemble mit Gabelsbergerstraße 1, 2, 3, 4, 5, 6, 6a, 7, 8, 9, 10, 11, 16, 17, 18, Harnischstraße 4, 6, 7, 9, 10, 11, Jakobistraße 24, 26, 28, 30, 32, 34, 36, 38, Kollenrodtstraße 10, 11, 12, 13, 14, 55, 56, 57, 58, 59, 60, Slicherstraße 1, 2, 3, 4, 6, 7, 8. |          |                |
| Hammersteinstraße 1, 2 52° 23′ 31″ N, 9° 45′ 26″ O                                                                                            |                                                         | Im Ensemble mit Podbielskistraße 36, 38, 40, 41, 42, 43, 44, 45, 46, 47, 48, 49, 50 mit den Eckbauten, Waldstraße 1. |          | Weitere Bilder |
| Podbielskistraße 36, 38, 40, 41, 42, 43, 44, 45, 46, 47, 48, 49, 50 mit den Eckbauten 52° 23′ 30″ N, 9° 45′ 21″ O                             |                                                         | Im Ensemble mit Hammersteinstraße 1, 2, Waldstraße 1. |          |                |
| Waldstraße 1 52° 23′ 28″ N, 9° 45′ 21″ O |                                                         | Im Ensemble mit Hammersteinstraße 1, 2, Podbielskistraße 36, 38, 40, 41, 42, 43, 44, 45, 46, 47, 48, 49, 50 mit den Eckbauten. |          |                |
| Hebbelstraße 1, 3 52° 23′ 57″ N, 9° 46′ 31″ O                                                                                                 |                                                         | Im Ensemble mit Klopstockstraße 27, 29, 31, Podbielskistraße 151, 153, 155, 157, 159, 161, 163, 165, 167, 169, 171, 173, Raabestraße 1, 2, 3, 4, 5, 6, 8, 10, 10a, 12, 14, 16, 18, Trojanstraße 1. |          |                |
| Klopstockstraße 27, 29, 31 52° 24′ 1″ N, 9° 46′ 29″ O                                                                                         |                                                         | Im Ensemble mit Hebbelstraße 1, 3, Podbielskistraße 151, 153, 155, 157, 159, 161, 163, 165, 167, 169, 171, 173, Raabestraße 1, 2, 3, 4, 5, 6, 8, 10, 10a, 12, 14, 16, 18, Trojanstraße 1. |          |                |
| Podbielskistraße 151, 153, 155, 157, 159, 161, 163, 165, 167, 169, 171, 173 52° 23′ 54″ N, 9° 46′ 24″ O                                       |                                                         | Im Ensemble mit Hebbelstraße 1, 3, Klopstockstraße 27, 29, 31, Raabestraße 1, 2, 3, 4, 5, 6, 8, 10, 10a, 12, 14, 16, 18, Trojanstraße 1. |          |                |
| Raabestraße 1, 2, 3, 4, 5, 6, 8, 10, 10a, 12, 14, 16, 18 52° 23′ 58″ N, 9° 46′ 27″ O                                                          |                                                         | Im Ensemble mit Hebbelstraße 1, 3, Klopstockstraße 27, 29, 31, Podbielskistraße 151, 153, 155, 157, 159, 161, 163, 165, 167, 169, 171, 173, Trojanstraße 1. |          |                |
| Sylter Weg 20 52° 23′ 53″ N, 9° 44′ 48″ O |                                                         | Kindertagesstätte Sylter Weg, Architekt Rolf-Dieter Ramcke, 1967 eröffnet, 2012 unter Denkmalschutz gestellt. |          |                |
| Trojanstraße 1 52° 23′ 55″ N, 9° 46′ 25″ O |                                                         | Im Ensemble mit Hebbelstraße 1, 3, Klopstockstraße 27, 29, 31, Podbielskistraße 151, 153, 155, 157, 159, 161, 163, 165, 167, 169, 171, 173, Raabestraße 1, 2, 3, 4, 5, 6, 8, 10, 10a, 12, 14, 16, 18. |          |                |
| Immengarten 2, 3, 4, 5, 6, 7, 8, 9, 10, 11, 12, 13, 14, 15 52° 23′ 49″ N, 9° 45′ 57″ O                                                        |                                                         | Im Ensemble mit Podbielskistraße 105, 107, 109, 111. |          |                |
| Podbielskistraße 105, 107, 109, 111 52° 23′ 45″ N, 9° 45′ 54″ O                                                                               |                                                         | Im Ensemble mit Immengarten 2, 3, 4, 5, 6, 7, 8, 9, 10, 11, 12, 13, 14, 15. |          |                |
| In der Steinriede 9 52° 23′ 13″ N, 9° 45′ 2″ O                                                                                                |                                                         | Im Ensemble mit Körtingstraße 1, 2, 3, 4, 5, 6, 7, 8, Lister Meile 66, 68. |          |                |
| Körtingstraße 1, 2, 3, 4, 5, 6, 7, 8 52° 23′ 11″ N, 9° 45′ 0″ O                                                                               |                                                         | Im Ensemble mit In der Steinriede 9, Lister Meile 66, 68. |          |                |
| Lister Meile 66, 68 52° 23′ 13″ N, 9° 44′ 56″ O                                                                                               |                                                         | Im Ensemble mit In der Steinriede 9, Körtingstraße 1, 2, 3, 4, 5, 6, 7, 8. |          |                |
| Isernhagener Straße 64 52° 23′ 37″ N, 9° 44′ 27″ O                                                                                            |                                                         | Im Ensemble mit Steinmetzstraße 1 (St.-Josephs-Kirche mit Gemeindehaus). |          |                |
| Steinmetzstraße 1 52° 23′ 38″ N, 9° 44′ 31″ O                                                                                                 | St.-Josephs-Kirche mit Gemeindehaus                     | Im Ensemble mit Isernhagener Straße 64. |          |                |
| Klopstockstraße 1, 3, 5, 7, 9 52° 24′ 1″ N, 9° 46′ 45″ O                                                                                      |                                                         | Im Ensemble mit Podbielskistraße 197, 199, 201. |          |                |
| Podbielskistraße 197, 199, 201 52° 24′ 0″ N, 9° 46′ 46″ O                                                                                     |                                                         | Im Ensemble mit Klopstockstraße 1, 3, 5, 7, 9. |          |                |
| Kollenrodtstraße 16, 17, 18, 19, 20, 21 (Ostseite) mit Eckbau 52° 23′ 31″ N, 9° 44′ 55″ O                                                     |                                                         | Im Ensemble mit Waldstraße 29. |          | Weitere Bilder |
| Waldstraße 29 52° 23′ 33″ N, 9° 44′ 57″ O |                                                         | Im Ensemble mit Kollenrodtstraße 16, 17, 18, 19, 20, 21 (Ostseite) mit Eckbau. |          |                |
| Lister Platz 1, 2, 3 52° 23′ 20″ N, 9° 45′ 2″ O                                                                                               | Lister Platz                                            | Im Ensemble mit Oskar-Winter-Straße 9, Podbielskistraße 1, 2, 3, 3a, 4, 5, 6, 7, 8, 10. |          |                |
| Oskar-Winter-Straße 9 52° 23′ 19″ N, 9° 45′ 3″ O                                                                                              |                                                         | Im Ensemble mit Lister Platz 1, 2, 3, Podbielskistraße 1, 2, 3, 3a, 4, 5, 6, 7, 8, 10. |          |                |
| Podbielskistraße 1, 2, 3, 3a, 4, 5, 6, 7, 8, 10 52° 23′ 21″ N, 9° 45′ 5″ O                                                                    |                                                         | Im Ensemble mit Lister Platz 1, 2, 3, Oskar-Winter-Straße 9. |          | Weitere Bilder |
| Lister Straße 10–14 52° 23′ 24″ N, 9° 45′ 3″ O                                                                                                | Bahlsen-Werke mit Feuerwache                            | Im Ensemble mit Podbielskistraße 11 ff., 19 (Bahlsen-Werke mit Feuerwache). Erbaut um 1911. |          |                |
| Podbielskistraße 11 ff., 19 52° 23′ 23″ N, 9° 45′ 8″ O                                                                                        | Bahlsen-Werke mit Feuerwache                            | Im Ensemble mit Lister Straße 10–14. Erbaut um 1911. |          |                |
| Möckernstraße 30 52° 24′ 3″ N, 9° 44′ 43″ O                                                                                                   | Nordring-Kaserne                                        | Im Ensemble. |          |                |
| Podbielskistraße 29, 31, 33, 35 52° 23′ 27″ N, 9° 45′ 15″ O                                                                                   |                                                         | Im Ensemble. |          | Weitere Bilder |
| Podbielskistraße 139, 141 52° 23′ 51″ N, 9° 46′ 12″ O                                                                                         | Pelikanviertel                                          | Im Ensemble. |          |                |
| Am Welfenplatz 1 52° 23′ 8″ N, 9° 44′ 36″ O                                                                                                   |                                                         | Im Ensemble mit Bauten an der Kollenrodt- und Lützerodestraße. |          |                |
| An der Lister Kirche 1, 2 52° 23′ 42″ N, 9° 44′ 49″ O                                                                                         | Matthäus-Kirche                                         | Im Ensemble mit Lister Kirchweg 30, Wöhlerstraße 9. |          |                |
| Lister Kirchweg 30 52° 23′ 43″ N, 9° 44′ 46″ O                                                                                                |                                                         | Im Ensemble mit An der Lister Kirche 1, 2, Wöhlerstraße 9. |          |                |
| Wöhlerstraße 9 52° 23′ 40″ N, 9° 44′ 49″ O |                                                         | Im Ensemble mit An der Lister Kirche 1, 2 und Lister Kirchweg 30. |          |                |
| An der Markuskirche 1, 2, 3, 4 52° 23′ 20″ N, 9° 45′ 7″ O                                                                                     |                                                         | Im Ensemble mit Oskar-Winter-Straße 1, 2, 3, 4, 5, 7 (Markuskirche), 8. |          |                |
| Oskar-Winter-Straße 1, 2, 3, 4, 5, 7, 8 52° 23′ 18″ N, 9° 45′ 8″ O                                                                            | Markuskirche                                            | Im Ensemble mit An der Markuskirche 1, 2, 3, 4. Erbaut 1902–1906 nach Plänen des Architekten Otto Lüer. |          |                |
| Bödekerstraße 57, 59, 61, 63, 65, 67, 69, 71, 73, 75, 77, 79, 81, 83, 84, 85, 86, 88, 90, 92, 94, 96, 98, 100, 102 52° 23′ 18″ N, 9° 45′ 2″ O |                                                         | Im Ensemble. |          |                |
| Bonifatiusplatz 9, 10, 11 52° 23′ 22″ N, 9° 44′ 39″ O                                                                                         |                                                         | Im Ensemble mit Voßstraße 35, 37, 39, 41, 42, 43, 44, 45, 46, 47, 48, 49, 50, 51, 52, 53, 54, 55, 56, 57, 58, 59, 60, 61. |          |                |
| Voßstraße 35, 37, 39, 41, 42 (Bild), 43, 44, 45, 46, 47, 48, 49, 50, 51, 52, 53, 54, 55, 56, 57, 58, 59, 60, 61 52° 23′ 22″ N, 9° 44′ 36″ O   |                                                         | Im Ensemble mit Bonifatiusplatz 9, 10, 11. |          |                |
| Podbielskistraße 144 52° 23′ 50″ N, 9° 46′ 14″ O                                                                                              |                                                         | Im Ensemble mit Rubensstraße 2, 2a, 4, 4a, 6, 8. |          |                |
| Podbielskistraße 146 52° 23′ 50″ N, 9° 46′ 15″ O                                                                                              |                                                         | Im Ensemble mit Rubensstraße 2, 2a, 4, 4a, 6, 8. |          |                |
| Podbielskistraße 219 52° 24′ 2″ N, 9° 46′ 54″ O                                                                                               |                                                         | Im Ensemble mit Spannhagenstraße 2. |          |                |
| Podbielskistraße 217, 221, 223, 225, 227, 229, 231 52° 24′ 2″ N, 9° 46′ 55″ O                                                                 |                                                         | Im Ensemble mit Spannhagenstraße 2. |          |                |
| Rubensstraße 2 52° 23′ 49″ N, 9° 46′ 16″ O |                                                         | Im Ensemble mit Podbielskistraße 144, 146. |          |                |
| Rubensstraße 2a 52° 23′ 49″ N, 9° 46′ 16″ O                                                                                                   |                                                         | Im Ensemble mit Podbielskistraße 144, 146. |          |                |
| Rubensstraße 4 52° 23′ 49″ N, 9° 46′ 16″ O |                                                         | [ 1 ] |          |                |
| Rubensstraße 4a 52° 23′ 48″ N, 9° 46′ 16″ O                                                                                                   |                                                         | [ 1 ] |          |                |
| Rubensstraße 6 52° 23′ 48″ N, 9° 46′ 16″ O |                                                         | [ 1 ] |          |                |
| Rubensstraße 8 52° 23′ 48″ N, 9° 46′ 17″ O |                                                         | [ 1 ] |          |                |
| Spannhagenstraße 2 52° 24′ 1″ N, 9° 46′ 53″ O                                                                                                 |                                                         | Im Ensemble mit Podbielskistraße 217, 219, 221, 223, 225, 227, 229, 231. |          |                |
| Spannhagengarten 1, 2, 3, 4, 5, 6, 7, 8, 9, 10, 11, 11a, 12, 12a, 13, 14, 15, 16 52° 24′ 3″ N, 9° 46′ 46″ O                                   | Spannhagengarten                                        | Als Ensemble. |          |                |
| Am Welfenplatz 52° 23′ 8″ N, 9° 44′ 35″ O | Kriegerdenkmal                                          | [ 1 ] |          |                |
| Am Welfenplatz 2 52° 23′ 10″ N, 9° 44′ 30″ O                                                                                                  | Kaserne                                                 | [ 1 ] |          |                |
| Bonifatiusplatz 6 52° 23′ 22″ N, 9° 44′ 40″ O                                                                                                 | Bonifatiusschule                                        | Erbaut 1902 nach Plänen von Paul Rowald und Carl Wolff. |          |                |
| Bonifatiusplatz 15 52° 23′ 20″ N, 9° 44′ 38″ O                                                                                                | Ricarda-Huch-Schule                                     | Erbaut 1907 nach Plänen von Paul Rowald und Carl Wolff, 1966 erweitert nach Plänen von Edgar Schlubach. |          |                |
| Brahmsstraße 1 52° 23′ 36″ N, 9° 45′ 36″ O | Wohnhaus                                                | [ 1 ] |          |                |
| Brahmsstraße 3 52° 23′ 37″ N, 9° 45′ 39″ O | Wohnhaus                                                | [ 1 ] |          |                |
| Brahmsstraße 4 52° 23′ 38″ N, 9° 45′ 38″ O | Wohnhaus                                                | [ 1 ] |          |                |
| Drostestraße 22 52° 23′ 15″ N, 9° 44′ 45″ O                                                                                                   | St. Nicolaistift                                        | [ 1 ] |          |                |
| Edenstraße 23 52° 23′ 17″ N, 9° 44′ 50″ O | Volksschule                                             | Erbaut 1895 nach Plänen von Paul Rowald. |          |                |
| Hammersteinstraße 3 52° 23′ 30″ N, 9° 45′ 30″ O                                                                                               | Wohnhaus                                                | [ 1 ] |          |                |
| Hammersteinstraße 5 52° 23′ 32″ N, 9° 45′ 28″ O                                                                                               | Wohnhaus                                                | [ 1 ] |          |                |
| Hammersteinstraße 7 52° 23′ 34″ N, 9° 45′ 22″ O                                                                                               | Wohnhaus                                                | [ 1 ] |          |                |
| Höfestraße 35 52° 23′ 48″ N, 9° 45′ 16″ O | Ehemalige Schule                                        | [ 1 ] |          |                |
| Hohenzollernstraße 47 52° 23′ 11″ N, 9° 45′ 13″ O                                                                                             | Villa                                                   | [ 1 ] |          |                |
| Hohenzollernstraße 54 52° 23′ 14″ N, 9° 45′ 10″ O                                                                                             | Villa                                                   | [ 1 ] |          |                |
| Hohenzollernstraße 55 52° 23′ 15″ N, 9° 45′ 10″ O                                                                                             | Wohn- und Bürohaus                                      | [ 1 ] |          |                |
| Hohenzollernstraße 56 52° 23′ 16″ N, 9° 45′ 9″ O                                                                                              | Wohn- und Bürohaus                                      | [ 1 ] |          |                |
| Holbeinstraße 16 52° 23′ 47″ N, 9° 46′ 7″ O                                                                                                   | Wohnhaus                                                | [ 1 ] |          |                |
| Hubertusstraße 1 52° 23′ 21″ N, 9° 45′ 8″ O                                                                                                   | Wohnhaus                                                | [ 1 ] |          |                |
| Hubertusstraße 2 52° 23′ 20″ N, 9° 45′ 9″ O                                                                                                   | Wohnhaus                                                | [ 1 ] |          |                |
| Hubertusstraße 4 52° 23′ 21″ N, 9° 45′ 10″ O                                                                                                  | Wohnhaus                                                | [ 1 ] |          |                |
| Hunaeusstraße 1 52° 23′ 42″ N, 9° 45′ 41″ O                                                                                                   | Hochhaus                                                | [ 1 ] |          |                |
| Kollenrodtstraße 3 52° 23′ 18″ N, 9° 44′ 47″ O                                                                                                | Comeniusschule                                          | Erbaut 1898–1900 nach Plänen von Paul Rowald und Carl Wolff. |          |                |
| Lister Kirchweg 51 52° 23′ 43″ N, 9° 44′ 59″ O                                                                                                | Villa Kollenrodt                                        | [ 1 ] |          |                |
| Lister Platz 52° 23′ 19″ N, 9° 45′ 2″ O | Normaluhr                                               | [ 1 ] |          |                |
| Lister Straße 52° 23′ 25″ N, 9° 45′ 2″ O | Hänsel-und-Gretel-Brunnen                               | Terrakottafiguren, geschaffen 1912 vom Bildhauer Georg Herting. | 30719027 | Weitere Bilder |
| Lützerodestraße 1 52° 23′ 12″ N, 9° 44′ 41″ O                                                                                                 | Clementinenhaus (Altbau des Krankenhauses, Schornstein) | Schornstein des ehemaligen Krankenhauskraftwerks von 1885. |          |                |
| Nordring 52° 24′ 14″ N, 9° 44′ 39″ O | Kriegerdenkmal                                          | [ 1 ] |          |                |
| Podbielskistraße 34 52° 23′ 28″ N, 9° 45′ 19″ O                                                                                               | Wohnhaus                                                | [ 1 ] |          |                |
| Podbielskistraße 93/Lister Kirchweg 112 52° 23′ 43″ N, 9° 45′ 45″ O                                                                           | Miethaus Grenzburg                                      | [ 1 ] |          |                |
| Podbielskistraße 126 52° 23′ 47″ N, 9° 46′ 5″ O                                                                                               | Wohnhaus                                                | [ 1 ] |          |                |
| Podbielskistraße 164 52° 23′ 53″ N, 9° 46′ 26″ O                                                                                              | Fabrikgebäude Deutsche Grammophon                       | [ 1 ] |          |                |
| Voßstraße 36 52° 23′ 20″ N, 9° 44′ 32″ O | Wohnhaus                                                | [ 1 ] |          |                |
| Pelikanplatz 52° 23′ 54″ N, 9° 46′ 16″ O | Fabrikgebäude „Skandinavienhaus“ im Pelikanviertel      | Erbaut 1910 im Zuge der Erschließung des neuen Werksgeländes nach Plänen von Otto Taaks. |          |                |
| Waldstraße 18 52° 23′ 34″ N, 9° 44′ 57″ O | Kokenhof – ehemalige Scheune der Hofanlage              | Im Ensemble mit Waldstraße 18 A. Erbaut im 17. Jahrhundert brannte die Hofanlage der Familie Kokemüller bis auf die erhaltenen Gebäude Ende des 18. Jahrhunderts nieder. Im Südteil der Scheune waren Schlafkammern. Das Gebäude stand im 20. Jahrhundert lange leer und wurde entkernt. 2011/2012 wurden drei Wohnungen eingebaut, es entstanden Schleppgauben und große Fensteröffnungen.                                  |          |                |
| Waldstraße 18 A 52° 23′ 34″ N, 9° 44′ 56″ O                                                                                                   | Kokenhof – Altenteil der ehemaligen Hofanlage           | Im Ensemble mit Waldstraße 18. Erbaut im 17. Jahrhundert brannte die Hofanlage der Familie Kokemüller bis auf die erhaltenen Gebäude Ende des 18. Jahrhunderts nieder. Im 20. Jahrhundert unter anderem als Restaurant genutzt. |          |                |
| Walderseestraße 1 52° 23′ 20″ N, 9° 45′ 11″ O                                                                                                 | Wohnhaus                                                | [ 1 ] |          |                |
| Walderseestraße 3 52° 23′ 22″ N, 9° 45′ 13″ O                                                                                                 | Wohnhaus                                                | Erbaut 1928 im Auftrag des Verlegers Erich Madsack nach Plänen von Fritz Höger. |          | Weitere Bilder |
| Walderseestraße 21 52° 23′ 33″ N, 9° 45′ 40″ O                                                                                                | Villa                                                   | [ 1 ] |          |                |
| Walderseestraße 22 52° 23′ 33″ N, 9° 45′ 41″ O                                                                                                | Villa                                                   | [ 1 ] |          |                |
| Walderseestraße 23 52° 23′ 35″ N, 9° 45′ 44″ O                                                                                                | Villa                                                   | [ 1 ] |          |                |